# Cleisostoma subulatum
Cleisostoma subulatum är en orkidéart som beskrevs av Carl Ludwig von Blume. Cleisostoma subulatum ingår i släktet Cleisostoma, och familjen orkidéer. Inga underarter finns listade i Catalogue of Life.